# Christian Lambek
Hans Christian Laurids Christensen Lambek, född 10 oktober 1870, död 28 december 1947, var en dansk filosof.
Efter universitetsstudier i filosofi var Lambek lärare och realskoleföreståndare. Hela sin filosofi betraktade han som psykologi, men psykologins praktiska tillämpning på livsföringen som egentlig uppgift. Hans verksamhet i denna riktning började i den av honom redigerade Tidsskrift for Aandskultur og Menneskekundskab (1902-04). Senare utgav Lambeck bland annat Verdsligt Aandsliv (1907), Livsvurdering (1923) och Grundrids af Sjælelivet (1932).